# GFA (芸能事務所)
株式会社GFAは、東京都渋谷区に本社を置く日本の芸能事務所。マネジメント・キャスティング・制作業務などを行う。
2019年、キャスティング・制作業務を別会社「株式会社MinyMixCrieati部」（ミニーミックスクリエイティブ）に分離。

## 主な所属タレント
- 染谷俊之
- 輝山立
- 星名陽平
- 塩川渉
- 柳沢卓
- 加藤大騎
- 輝海
- 日向野祥
- 服部武雄
- 岩崎良祐
- 倉冨尚人
- 守谷勇人
- 大山雄史
- 榊原美鳳
- 金子祐史
- 田村智浩
- 水元まこと
- 加藤大騎
- 大久保運
- 田中モエ
- 井上奈々
- ミニーEIKI
- のだくみこ
- なめかわまきこ
- フクシノブキ
- りつこ
- 高橋龍之介（業務提携）
- 根本弥生（業務提携）
- 橘りょう（業務提携）
- 吉田晃太郎（業務提携）
- 苅羽悠（業務提携）
- 足利至